# Ptilodactyla nitens
Ptilodactyla nitens är en skalbaggsart som beskrevs av Laporte de Castelnau 1840. Ptilodactyla nitens ingår i släktet Ptilodactyla, och familjen Ptilodactylidae. Arten har ej påträffats i Sverige.